# Moses Wessely

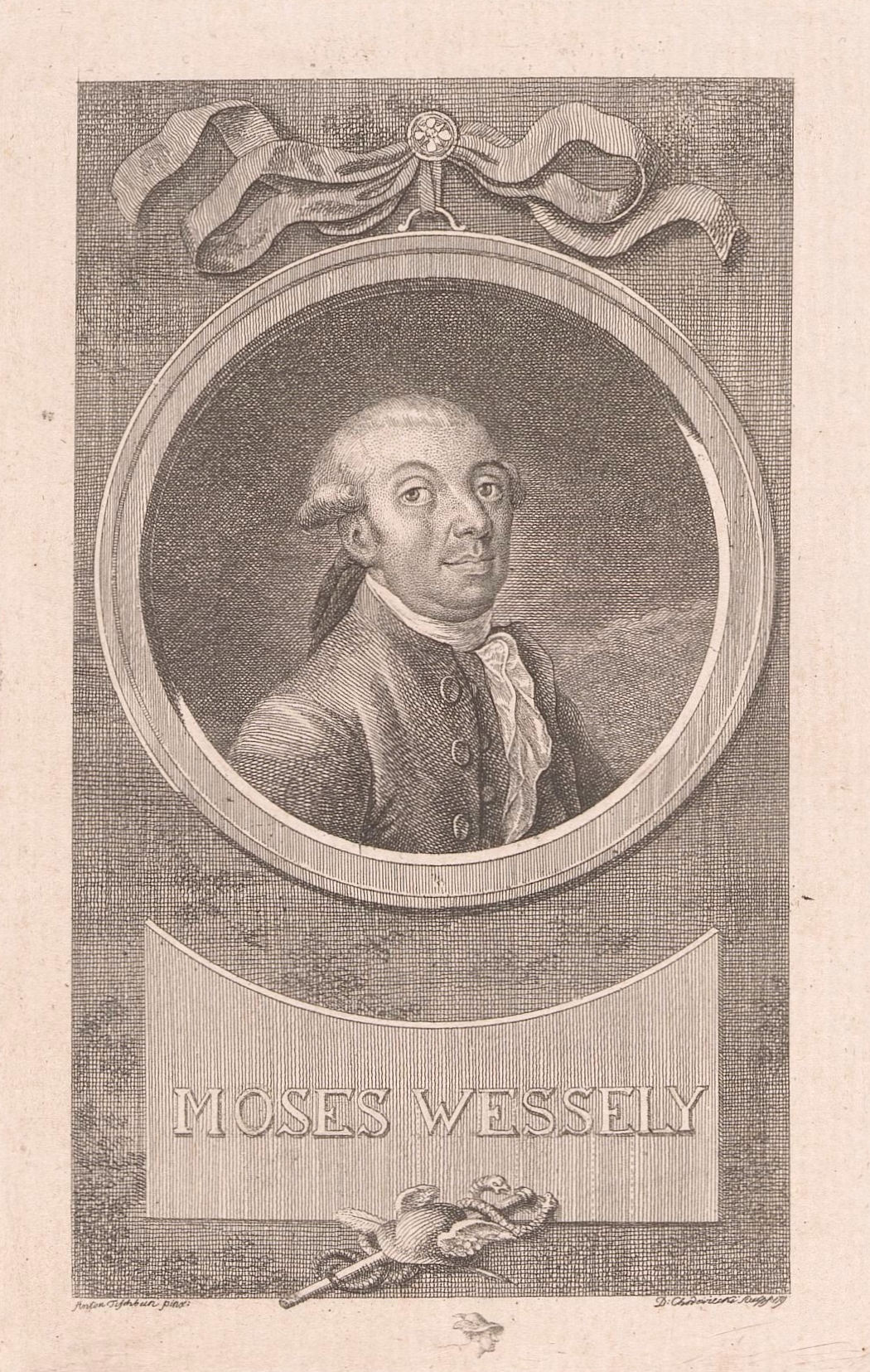
Porträt von Moses Wessely; Radierung von Daniel Chodowiecki

Moses Wessely (* 15. März 1737 in Kopenhagen; † 29. Februar 1792 in Hamburg) war ein deutscher Großkaufmann und Aufklärer.

## Leben
Schon mit 16 Jahren belieferte er die französische Armee im Siebenjährigen Krieg. Später war er im Geschäft von Moses Ries in Hamburg tätig. Als Freund Mendelssohns und Lessings trieb er die Aufklärung und die Emanzipation der Juden in Altona voran.

## Schriften (Auswahl)
- Anmerkungen zu der Schrift des Herrn Dohm, über die bürgerliche Verfassung der Juden. Altona 1782.
- Moses Wessely's hinterlassene Schriften. Zum Besten der Witwe herausgegeben. Berlin 1798.